# Selbstwertdienliche Verzerrung
Selbstwertdienliche Verzerrung (englisch self-serving bias) bezeichnet in der Sozialpsychologie die Tendenz, eigene Erfolge im Zweifelsfall eher inneren Ursachen (wie eigenen Fähigkeiten und Fertigkeiten) und eigene Misserfolge eher äußeren Ursachen (der Situation, dem Zufall etc.) zuzuschreiben.

## Ursachen

### Verteidigung eines stabilen, positiven Selbstbildes
Normalerweise werden die Handlungen anderer eher mit deren Persönlichkeitseigenschaften, eigenes Verhalten eher mit der speziellen Situation begründet, die sogenannte Akteur-Beobachter-Divergenz. Wird das Ergebnis des eigenen Verhaltens jedoch als Scheitern gewertet, dient die selbstwertstützende Verzerrung der Aufrechterhaltung eines stabilen, positiven Selbstbildes. Diese kognitive Verzerrung kommt insbesondere zur Vermeidung von kognitiver Dissonanz zum Einsatz, wenn nämlich die Einsicht droht, ein erneutes Versagen auch bei verstärkten Anstrengungen nicht verhindern zu können. Anderenfalls wird die interne Ursache der schlechten Leistung anerkannt und motiviert zu vermehrten Bemühungen.

### Selbstdarstellung
Der zweite Grund, Ursachen selbstwertdienlich zu attribuieren, ist der Wunsch, für sich und andere in einem guten Licht zu erscheinen. Wer ein schlechtes Ergebnis begründen soll, greift gerne auf Ausreden zurück. Geschieht dies vorsätzlich und systematisch, spricht man auch von Impression-Management.

### Wissen um frühere Leistungen
Die Erfahrung, eine Aufgabe normalerweise bewältigen zu können, legt nahe, einen Erfolg auf innere, ein Versagen auf äußere Faktoren zurückzuführen. (vgl. Kelleys Kovariationsprinzip).

### Vermeidung von Hilflosigkeit
Erlebnisse oder Berichte von Katastrophen, Krankheiten oder Verbrechen, die an die eigene Sterblichkeit erinnern, können mithilfe von Defensivattributionen abgemildert werden. Wer sich einredet, dass solche Tragödien nur Menschen zustoßen, die selbst dazu beitragen, etwa weil sie schlecht, unvorsichtig oder dumm sind (Melvin Lerners „Gerechte-Welt-Hypothese“), erzeugt die Illusion, das Auftreten derartiger Ereignisse beeinflussen zu können. Opfer geben sich selbst eine Mitschuld, weil sie dann Sorge tragen könnten, so etwas in Zukunft verhindern zu können. Außenstehende geben Opfern eine Mitschuld, weil sie dann glauben können, selbst dagegen immun zu sein (vgl. Opfer-Abwertung).

## Beispiele
- Bei Profisportlern findet man folgende Attributionsmuster:
  - Erfolge werden eher auf die eigenen Leistungen, Niederlagen eher auf unkontrollierbare Ursachen zurückgeführt.[9]
  - Erfahrene Sportler geben eigenes Versagen eher zu als weniger erfahrene; Individualsportler neigen eher zu selbstwertdienlichen Attributionen als Mannschaftssportler.[10]
- Schüler und Studenten schätzen nach einer gut bestandenen Prüfung diese als „angemessenes Leistungsmaß“ ein. Nach schlechten Noten tendieren sie hingegen dazu, die Prüfung als „unfair“ oder „den Stoff nicht repräsentierend“ einzuschätzen.[11]
- Partner aus geschiedenen Ehen tendieren dazu, dem anderen Partner die Schuld am Scheitern der Ehe zu geben (Gray & Silver, 1990).[12][13]
- Manager geben bei wirtschaftlichen Misserfolgen ihrer Firma eher den Mitarbeitern oder externen Unternehmen die Schuld. Mitarbeiter tendieren hingegen eher dazu, der Unternehmensführung oder ebenfalls äußeren Einflüssen die Schuld zuzuschreiben. Generell neigen Manager dazu, Erfolge als intern und kontrollierbar, Misserfolge tendenziell als extern und unkontrollierbar zu attribuieren.[14]

## Forschung
Barbara Krahé, Sozialpsychologin an der Universität Potsdam, leitet ihren Überblick zu den Forschungen auf diesem Gebiet wie folgt ein:

„Erfolge zu verbuchen und Mißerfolge einzustecken sind konsequenzenreiche Erfahrungen für das eigene Selbstwertgefühl: sie unterstützen bzw. bedrohen das individuelle Bedürfnis, sich selbst in einem möglichst positiven Licht zu sehen. Die ‚self-serving bias‘-Forschung versucht den Nachweis zu erbringen, daß Personen ihre Mißerfolge auf externe Ursachen, ihre Erfolge dagegen auf interne Ursachen zurückführen, um dadurch ihre positive Selbsteinschätzung zu verteidigen und zu festigen. Diese dem ‚common sense‘ so plausible Hypothese ist jedoch nicht lange unwidersprochen geblieben.“

In ihrer Publikation aus dem Jahr 1984, die 2010 von der Universität Potsdam als Reprint ins Netz gestellt wurde, befasst sich Krahé unter anderem mit der Konzeptualisierung des Bias in den Attributionstheorien, mit informationstheoretischen Alternativerklärungen, Kausalattributionen aus der Beobachterperspektive und mit den Theoriedefiziten der self-serving bias-Forschung. In Auswertung zahlreicher wissenschaftlicher Studien fasst Krahé ihre Befunde in drei Kernaussagen zusammen:
- „In einer großen Zahl empirischer Untersuchungen wurde belegt, daß in Abhängigkeit von Erfolg und Mißerfolg unterschiedliche Kausalattributionen von Handlungsergebnissen herangezogen werden. Es wurde gezeigt, daß diese Unterschiede unabhängig von vorherigen Erwartungen, dagegen in Abhängigkeit von Persönlichkeitsvariablen und Situationsmerkmalen auftreten.“
- „Die Kennzeichnung von Attributionsunterschieden in Abhängigkeit von Erfolg und Mißerfolg als Voreingenommenheiten impliziert einen Standard unvoreingenommener Attributionen, der jedoch bei der Konzeptualisierung des self-serving bias unberücksichtigt bleibt. Eine theoriegeleitete Identifizierung selbstwertbezogener Voreingenommenheiten steht noch aus.“
- „Motivationstheoretische Erklärungen selbstwertbezogener Voreingenommenheiten wurden bisher zugunsten alltagspsychologischer Plausibilitätsannahmen vernachlässigt und stecken erst in den Anfängen. Hier liegt die entscheidende Herausforderung an die zukünftige self-serving bias-Forschung, weil vorrangig auf der Ebene einer solchen Theoriediskussion Fortschritte in der Auseinandersetzung mit der informationstheoretischen Erklärungsposition und in der Präzisierung der funktionalen Bedeutung unterschiedlicher Kausalinterpretationen von Erfolg und Mißerfolg zu erwarten sind.“[16]